# 헤노마쓰촌
헤노마쓰촌(일본어: 舳松村)은 일본 오사카부 오토리군·센보쿠군에 설치되었던 촌이다. 현재의 사카이시 사카이구에 해당한다.